# AutoCAD Architecture
AutoCAD Architecture est une version du logiciel AutoCAD, édité par la société américaine Autodesk, incorporant des fonctionnalités destinées à la production architecturale.